# 埃尔尼加尔·伊勒特比尔
埃尔尼加尔·伊勒特比尔（英語：Elnigar Iltebir；1984年6月1日—），出生于中国新疆维吾尔自治区乌鲁木齐市，毕业于美国马里兰大学学院市分校、肯尼迪政府学院和乔治·华盛顿大学，美国官员，2019年8月出任美国国家安全委员会中国事务主任。

## 生平
1984年6月1日，埃尔尼加尔·伊勒特比尔出生在中国新疆维吾尔自治区乌鲁木齐市。1992年，她的家庭搬迁到土耳其伊斯坦布尔，她在那里读完高中。2001年到2015年，她先后就读于美国马里兰大学学院市分校、肯尼迪政府学院和乔治·华盛顿大学，她在哈佛大学肯尼迪政府学院取得公共政策硕士学位，又拿到了马里兰大学学院市分校的国际安全与经济政策博士，博士论文主题是土耳其的外交政策。
2019年8月，美国政府任命35岁的她出任美国国家安全委员会中国事务主任。